# Bekennende Kirche

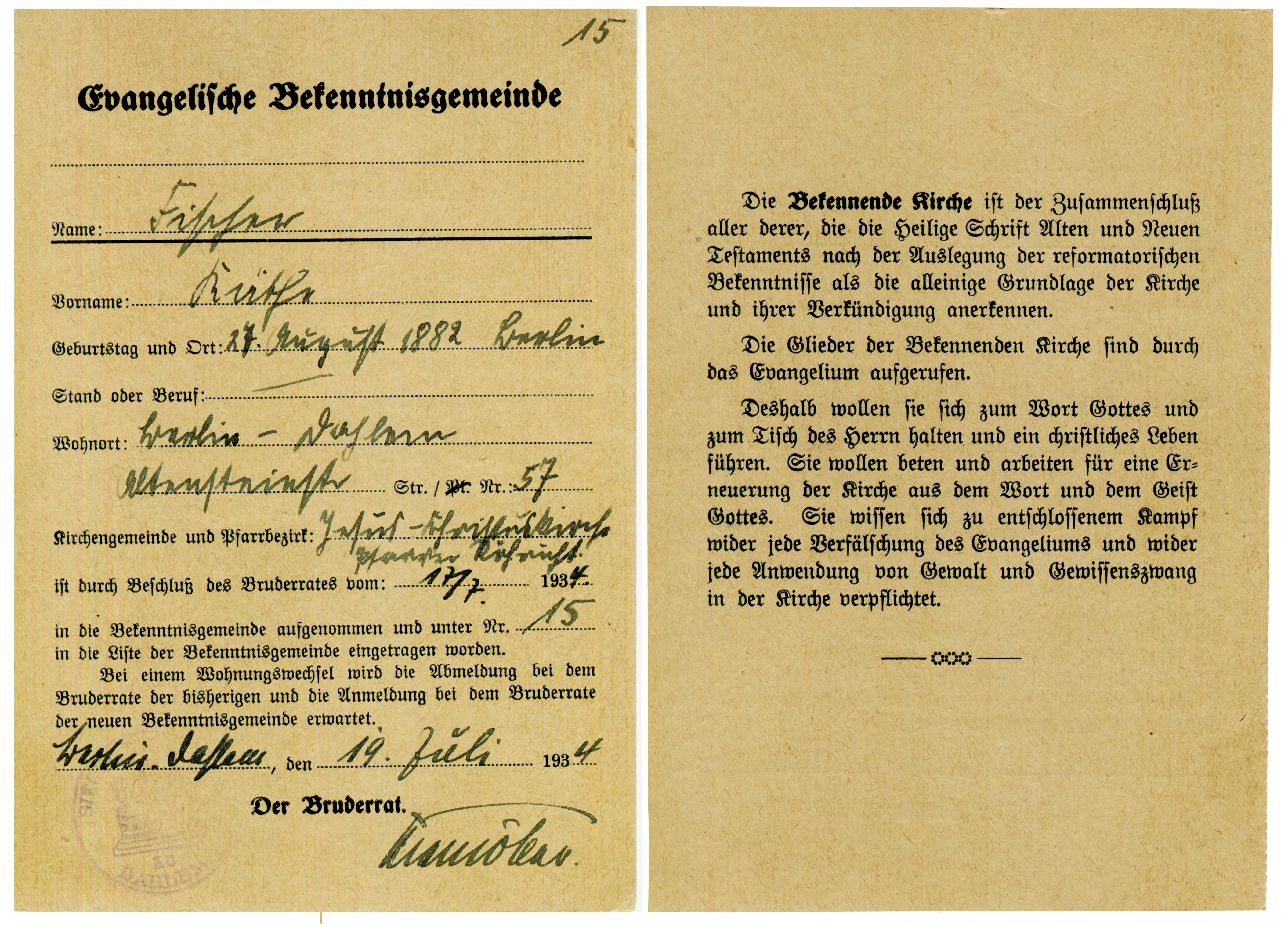
Mitgliedsausweis der Bekennenden Kirche, Berlin-Dahlem 1934 (Unterschrift: Niemöller, Vorder- und Rückseite)

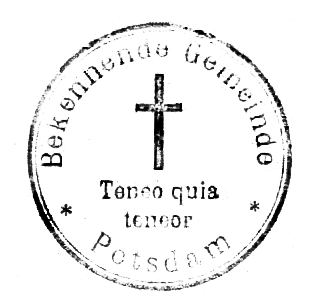
Stempel der Bekennenden Gemeinde Potsdam mit Motto „Teneo quia teneor“, ca. 1945

Die Bekennende Kirche (BK) war eine Oppositionsbewegung evangelischer Christen gegen Versuche einer Gleichschaltung von Lehre und Organisation der Deutschen Evangelischen Kirche (DEK) mit dem Nationalsozialismus. Solche Versuche unternahmen bis 1934 die Deutschen Christen, dann staatlich eingesetzte Kirchenausschüsse und teilweise direkte Staatskommissare, die die Kirchenvertreter absetzten. 
Die BK reagierte darauf mit einer Abgrenzung ihrer Lehre, Organisation und Ausbildung, später auch mit politischen Protesten (Kirchenkampf). Sie beanspruchte seit ihrer Gründung im April 1934, die einzige rechtmäßige Kirche zu sein, und schuf sich mit einem kirchlichen „Notrecht“ seit Oktober 1934 eigene Leitungs- und Verwaltungsstrukturen. Viele ihrer Pfarrer blieben Bedienstete der jeweiligen Landeskirche (besonders in Württemberg, Bayern und Hannover). Eine einheitliche Opposition gegen das NS-Regime bildete die BK nicht; große Teile auch der bekennenden Christen blieben dem „Führerstaat“ treu und bejahten auch den Zweiten Weltkrieg.

## Überblick
Ausgangspunkt der Bildung einer innerkirchlichen Opposition gegen deutschchristliche und staatliche Gleichschaltungsbestrebungen war die Kirchenpolitik des NS-Regimes. Diese folgte dem Totalitätsanspruch der nationalsozialistischen Ideologie. Dabei verfolgte die NSDAP seit ihrer Gründung eine Doppelstrategie: Ihr Programm erklärte das „positive Christentum“ einerseits zur Volksreligion aller Deutschen, um die Christen zu vereinnahmen, und ordnete es andererseits dem Rassismus und Nationalismus unter. Dabei strebten Teile der NSDAP eine langfristige Auflösung und Ersetzung des Christentums durch ein Neuheidentum (Neopaganismus) an.
Die Bekennende Kirche entstand, weil das in der Machtergreifung formierte NS-Regime direkten Einfluss auf die innere Gestaltung der Kirche nahm. Diese Übergriffe des Staates vollzogen sich in drei deutlich unterschiedenen Phasen:
- Parteinahme des Reichskanzlers Adolf Hitler für die Deutschen Christen in den aufgezwungenen Kirchenwahlen am 23. Juli 1933, um deren Mehrheit für eine Selbstgleichschaltung der Landeskirchen auszunutzen,
- Bildung von staatlich eingesetzten „Kirchenausschüssen“ nach dem Scheitern der Deutschen Christen, um die nun gespaltene evangelische Kirche unter staatlicher Kontrolle zu halten (1935–1937),
- direkte Unterdrückung ab 1937 (Ausbildungsverbot, Verhaftung führender Mitglieder, Einzug ihrer Pastoren zum Wehrdienst, Kontrolle der Gehaltsauszahlungen für BK-Pastoren, Publikationsverbote) und exemplarische organisierte Entmachtung (Vereinsrecht im Warthegau mit dem Ziel einer „Verkümmerung“ kirchlichen Einflusses auf die Gesellschaft).

Entsprechend dieser staatlichen Kirchenpolitik vollzog die BK ihre Gründung
- mit einer Abgrenzung ihrer Lehre von allen politischen Ideologien und staatlichen Totalitätsansprüchen (Barmer Theologische Erklärung Mai 1934)
- mit einer eigenen Organisation, die sich jeder Zusammenarbeit mit staatlichen Kontrollorganen verweigerte (Zweite Bekenntnissynode von Dahlem, Oktober 1934[1])
- mit direkten Eingaben und Protesten gegen staatliche Politik, nicht nur die Kirche betreffend, durch Organe und führende Vertreter der BK.

Die Konsequenzen, vom Protest bis zum gemeinsamen Widerstand gegen das NS-Regime, die aus dem Zusammenprall des kirchlichen Glaubensbekenntnisses mit der totalitären NS-Staatsideologie hätten folgen müssen, blieben aus.
Ein Teil der Theologen und Pfarrer in der BK, wie Walter Künneth und Rudolf Homann, vertraten einen entpolitisierten Kirchenkampf und beschränkten sich in ihren Schriften darauf, evangelische „Antworten“ auf die kirchenfeindlichen ideologischen Angriffe in Alfred Rosenbergs Schrift Der Mythus des 20. Jahrhunderts zu geben – in „Abwehr“ der von ihm propagierten „völkischen Religion“ und Kirche eines nationalsozialistischen „Neuheidentums“, dessen antisemitische Ausrichtung und Umsetzung im nationalsozialistischen Staat sie andererseits zu affirmieren bereit waren.
Das Motto der Bekennenden Kirche war Teneo, quia teneor – „Ich halte, weil ich gehalten werde“.

## Geschichte

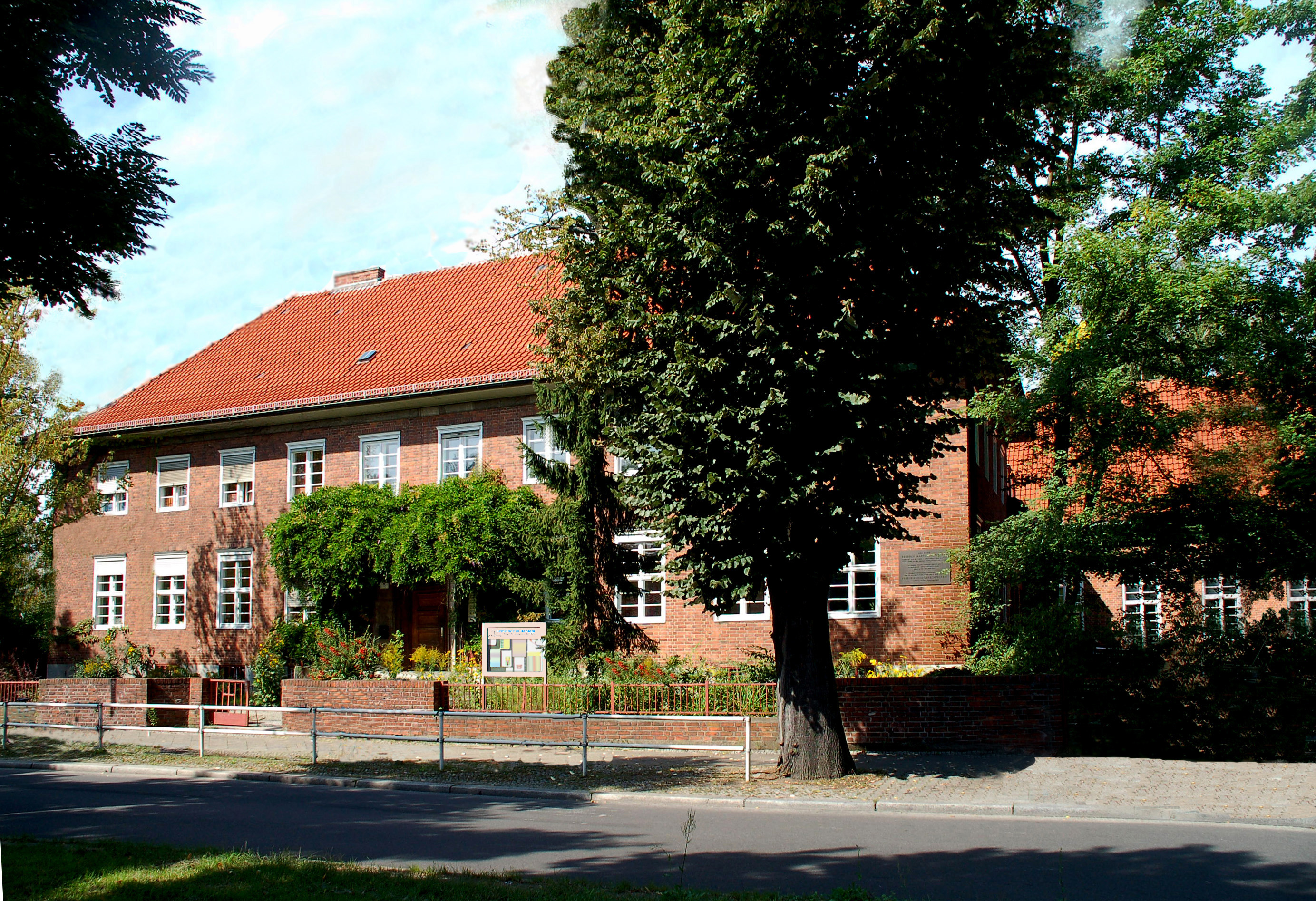
Gemeindehaus der Evangelischen Kirchengemeinde Dahlem

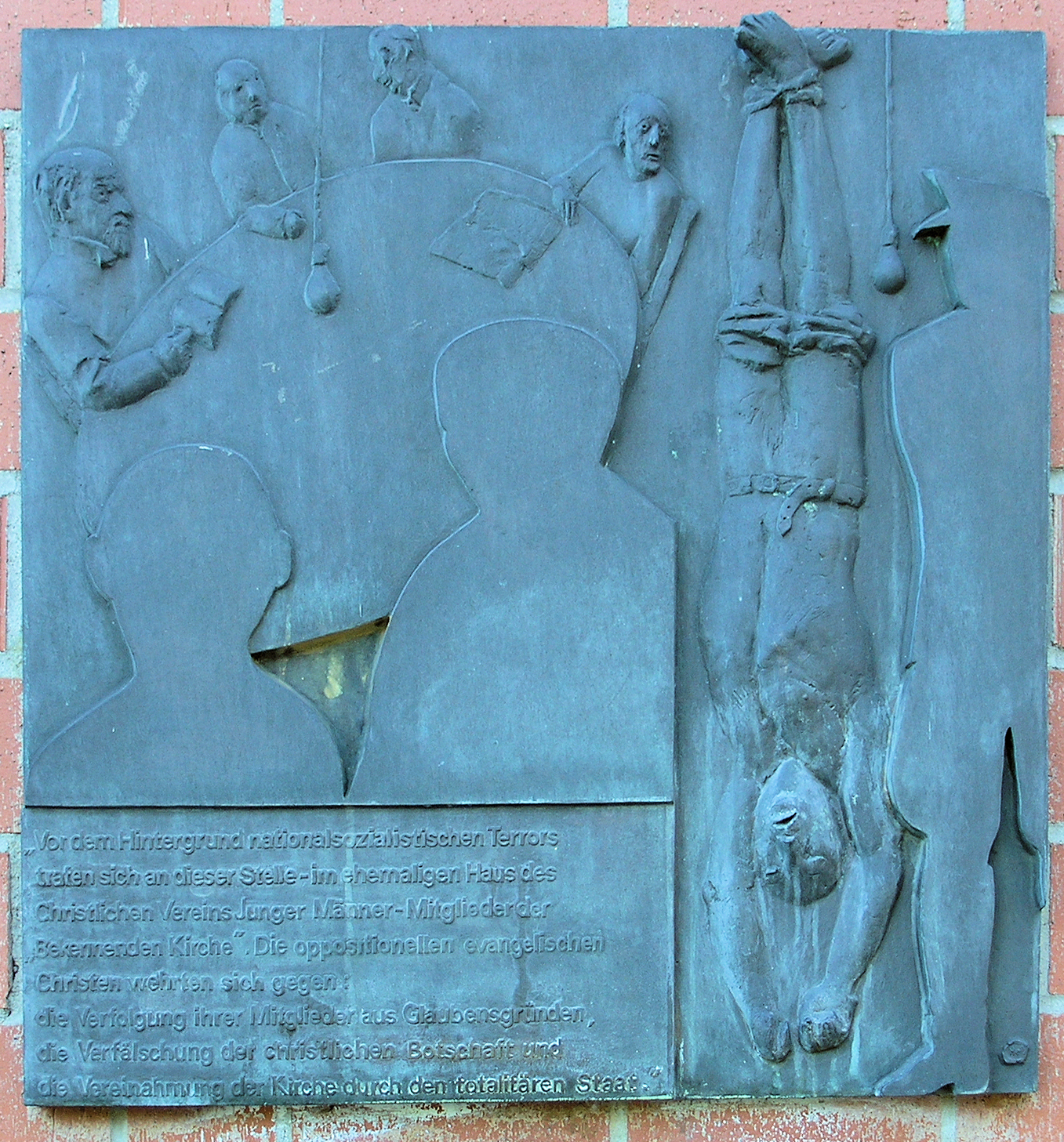
Gedenktafel am Ort des ehemaligen CVJM-Hauses in Berlin-Kreuzberg, Wilhelmstraße 36, einem Treffpunkt von Mitgliedern der Bekennenden Kirche

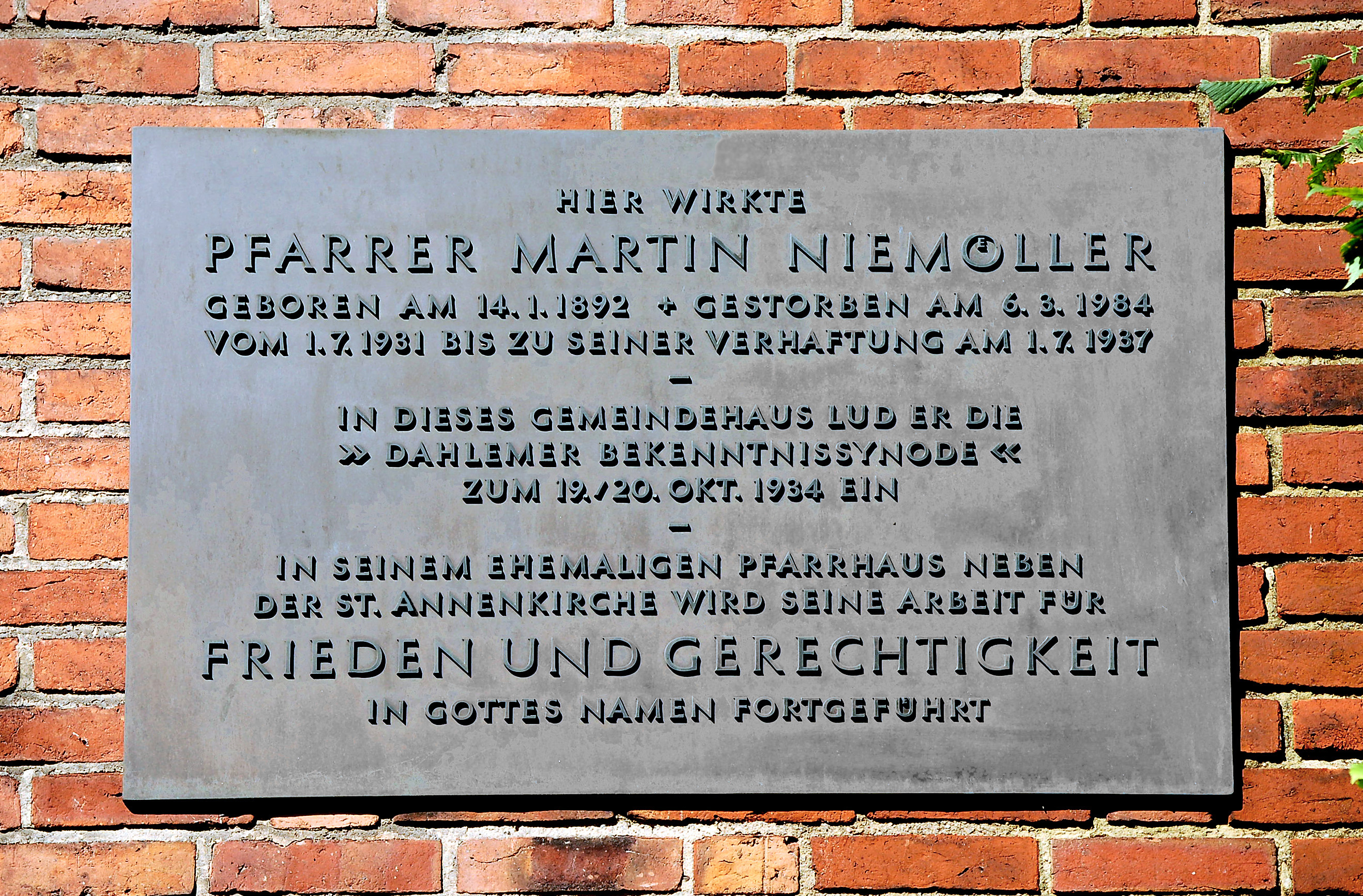
Gedenktafel zur Dahlemer Bekenntnissynode 19./20. Oktober 1934

Als Reaktion auf die Übernahme des staatlichen Arierparagraphen, mit dem getaufte Juden als „Nichtarier“ aus der Evangelischen Kirche ausgeschlossen werden sollten, gründeten einige Berliner Pfarrer, darunter Martin Niemöller und Dietrich Bonhoeffer, im September 1933 den Pfarrernotbund. Dieser erklärte die Unvereinbarkeit des kirchlichen Arierparagraphen mit dem christlichen Glaubensbekenntnis und organisierte Hilfe für die Betroffenen. Damit wurde er mit anderen Gruppen wie der Jungreformatorischen Bewegung zu einem Vorläufer der Bekennenden Kirche. 
Zur Geburtsstunde der Bekennenden Kirche wurde die auf Anregung von Hans Asmussen in die Ulmer Erklärung vom 22. April 1934 aufgenommene Selbstprädikation der in Ulm versammelten Bekenntnisgemeinschaften „als rechtmäßige evangelische Kirche Deutschlands“.
Diese Selbstprädikation wurde auf der ersten Bekenntnissynode vom 29. bis zum 31. Mai 1934 in Wuppertal-Barmen aufgenommen; sie verabschiedete dort die „Barmer Theologische Erklärung“ als ihr theologisches Fundament. Die Erklärung stellte Jesus Christus als einzigen Glaubensgrund der Kirche gegen fremde Kriterien und Instanzen und wies damit auch den Totalitätsanspruch des Staates und die Vereinnahmung des Evangeliums für sachfremde politische Zwecke zurück. Diese Auseinandersetzung um den wahren Glauben innerhalb der Kirche und um sein Verhältnis zur Staatspolitik im „Dritten Reich“ bezeichnet man als Kirchenkampf.
Nach dieser Synode bildeten sich viele sogenannte Bekenntnisgemeinden, die von Bruderräten geleitet wurden. Sie lehnten die offizielle Kirchenleitung ab und wandten sich damit auch gegen den nationalsozialistischen Staat, dem gemäß These 5 der Barmer Erklärung der Anspruch bestritten wurde, „die einzige und totale Ordnung menschlichen Lebens [zu] werden und also auch die Bestimmung der Kirche [zu] erfüllen“. Dieser Widerstand war aber zunächst kaum oder gar nicht politisch begründet, sondern richtete sich gegen die von den Deutschen Christen beherrschten Kirchenleitungen.
Auf der zweiten Reichsbekenntnissynode, am 19. und 20. Oktober 1934 in Berlin-Dahlem, verabschiedete die Bekenntnissynode das „Dahlemer Notrecht“ und proklamierte den Reichsbruderrat als legitime Leitung der Kirche, während den offiziellen Kirchenbehörden keine Autorität mehr zuzuerkennen sei. Auf Betreiben der intakten Kirchen wurde ihm im November eine Vorläufige Kirchenleitung an die Seite gestellt, die bis Februar 1936 im Amt blieb. Die theologische Rechtfertigung war dabei zwischen den reformierten bzw. unierten Christen einerseits und den lutherischen andererseits zwar sehr ähnlich, aber nicht in allen Details deckungsgleich. Für die Lutheraner war sie der in der evangelisch-lutherischen Kirche festgeschriebene Bekenntnisstand oder Bekenntnisnotstand (status confessionis), der gegeben ist, wenn die Kirchenoberen sich vom lutherischen Bekenntnis – festgehalten im Augsburger Bekenntnis – entfernen. Das sahen die lutherischen Synodalen als gegeben in der Theologie der Deutschen Christen von den „Schöpfungsordnungen“, zu denen diese Volkstum, Rasse und Staat zählten.
Der Anspruch der oppositionellen Pfarrer wurde im Reich auf einigen sogenannten „Bekenntnistagen“ verkündet. Allein in Frankfurt am Main nahmen 12.000 Personen an dem Bekenntnistag teil, auf dem der Ende Oktober 1934 gebildete Landesbruderrat den Anspruch erhob, die rechtmäßige Leitung der Kirche Nassau-Hessen zu sein; 140 Pfarrer der Landeskirche kündigten ihrem nationalsozialistischen Bischof den Gehorsam auf. Bis Ende September 1934 schlossen sich von den insgesamt 800 Geistlichen der Landeskirche Nassau-Hessen 361 amtierende und weitere 90 noch nicht ordinierte Vikare, also mehr als die Hälfte, der Bekennenden Kirche an.
Innerhalb der Evangelischen Kirche gab es Gemeinden und Pfarrer, die der Bekennenden Kirche angehörten, und von Gemeinden, deren Pfarrer sich mit einem Teil der Gemeindeglieder den Deutschen Christen zugewandt hatte, gab es bekenntnistreue Abspaltungen. Hier fungierten angehende Pfarrer (Vikare und damals noch so genannte Hilfsprediger) illegal und neben den kirchlichen Strukturen, ohne Vergütung oder nur aus Spenden vergütet, als Prediger; für die Gottesdienste wurden Notkirchen in Gaststätten und, als das verboten wurde, in Fabrikhallen und Schuppen eingerichtet. Nach der Zeit des Nationalsozialismus hat die evangelische Kirche diese informellen Dienstverhältnisse nur teilweise nachträglich legalisiert: Die Dienstzeit wurde angerechnet, aber kein Gehalt nachgezahlt.
Ende 1935 verteilte Elisabeth Schmitz ihre Denkschrift Zur Lage der deutschen Nichtarier über die alltägliche Verfolgung der Juden im NS-Staat an 200 Mitglieder der Bekennenden Kirche, darunter Karl Barth, Dietrich Bonhoeffer und Helmut Gollwitzer. Sie appellierte, aus Sicherheitsgründen anonym, ohne Erfolg an die verantwortlichen Kräfte der Bekennenden Kirche, den Verfolgten Beistand zu leisten.
Vom 18. bis 22. Februar 1936 fand die nächste Bekenntnissynode in Bad Oeynhausen statt, auf der die zweite Vorläufige Kirchenleitung gewählt wurde. Ihr Vorsitzender war Friedrich Müller, seine Kanzlei leitete kurzzeitig der aus politischen und antisemitischen Gründen aus dem Justizdienst entlassene Jurist Friedrich Weißler, der 1937 im KZ Sachsenhausen ermordet wurde. Inzwischen hatte sich die Bekennende Kirche aber in zwei Flügel geteilt, den gemäßigten, der eine Zusammenarbeit mit dem im September 1935 ernannten neuen „Reichsminister für die kirchlichen Angelegenheiten“ Hanns Kerrl in dem neuen Reichskirchenausschuss befürwortete, und den radikalen Flügel, der dies ablehnte. Eine geheime Denkschrift der Bekennenden Kirche an Hitler vom Mai 1936 bezeichnete die Existenz der Konzentrationslager zwar als härteste Belastung des evangelischen Gewissens, wurde aber von der Bekennenden Kirche nie veröffentlicht. Nach Bekanntwerden der Denkschrift im Ausland kam es zu vereinzelten Verhaftungen von Geistlichen, die Mehrheit der Bekennenden Kirche rückte aber sofort von der Denkschrift ab, und selbst die folgende Abkündigung auf einigen Kanzeln durch entschiedenere Vertreter der Bekennenden Kirche ließ die entscheidenden politischen Passagen aus der Denkschrift, die sich nicht nur mit Christen befassten, weg. Auch mit dem Büro Grüber unterstützte die Kirche Menschen, die als Juden verfolgt wurden, nur soweit sie zum Christentum konvertiert waren oder von Konvertiten abstammten.
Nach anfänglichen Erfolgen wurde die Bekennende Kirche etwa ab 1937 zunehmend verfolgt, hielt aber an ihrer eigenen Organisation fest. Wie der Historiker Hans-Rainer Sandvoß feststellte, war die Bekennende Kirche keine Widerstandsbewegung. Sie setzte sich aber gegen die ‚Gleichschaltung‘ durch die DC und die staatliche Kirchenpolitik ein. Ferner stellte sie sich gegen das innerkirchliche Führerprinzip und gegen die Ausgrenzung von Christen jüdischer Herkunft. Durch die Öffentlichmachung staatlicher Gewaltmaßnahmen gegenüber evangelischen Gemeindegliedern und Pfarrern stellte sie für den NS-Machtapparat und seine ideologischen Wächter eine Opposition bzw. eine Herausforderung dar. Vom Alliierten Kontrollrat wurde die Bekennende Kirche jedoch als „aktive antifaschistische Widerstandsbewegung“ anerkannt.
Martin Niemöller fasste das Geschehene 1976 so zusammen:

„Als die Nazis die Kommunisten holten, habe ich geschwiegen; ich war ja kein Kommunist.

Als sie die Sozialdemokraten einsperrten, habe ich geschwiegen; ich war ja kein Sozialdemokrat.

Als sie die Gewerkschafter holten, habe ich geschwiegen; ich war ja kein Gewerkschafter.

Als sie mich holten, gab es keinen mehr, der protestieren konnte.“

Seine und die Schuld der Kirche beschreibt er mit den Worten: „Wir haben uns noch nicht verpflichtet gefühlt, für Leute außerhalb der Kirche irgendetwas zu sagen … so weit waren wir noch nicht, dass wir uns für unser Volk verantwortlich wussten.“
Hermann Maas, Schüler und Student unter anderem in Heidelberg, ab 1915 Pfarrer an der Heiliggeistkirche in Heidelberg, trat 1932 dem Verein zur Abwehr des Antisemitismus bei. Er war Mitglied der Bekennenden Kirche, und im Pfarrernotbund engagierte er sich seit 1933/1934. Im Stadtgebiet war er 1938 Leiter der „Kirchlichen Hilfsstelle für evangelische Nichtarier“, half darüber hinaus allen rassistisch Verfolgten und arbeitete eng mit dem Büro Grüber in Berlin zusammen. Mit seinen internationalen Kontakten verhalf er bis Kriegsbeginn vielen als Juden oder Halbjuden klassifizierten Menschen zur Flucht. Trotz Berufsverbots 1933 predigte er gegen die menschenverachtende Politik des Nationalsozialismus. 1943 wurde er auf Druck des NS-Regimes durch den badischen Evangelischen Oberkirchenrat seines Amtes enthoben. Später wurde er zur Zwangsarbeit nach Frankreich verschleppt. Nach der Befreiung 1945 nahm er seine Tätigkeit als Pfarrer wieder auf. Mit seinem Denken und vor allem seinem Handeln wird er selbst – als Mitglied innerhalb der Bekennenden Kirche – als Einzelfall und rühmliche Ausnahme beschrieben. 1950 war er der erste offizielle deutsche Staatsgast Israels.

## Einfluss der BK auf die EKD nach 1945
Führende Mitglieder der BK setzten sich im Oktober 1945 dafür ein, dass das Stuttgarter Schuldbekenntnis zustande kam.
Bei der Neugründung der Evangelischen Kirche in Deutschland ab 1945 spielten einige Vertreter der Bekennenden Kirche eine tragende Rolle. Ihr Gründungsmanifest, die „Barmer Theologische Erklärung“, wurde in die Bekenntnisschriften vieler evangelischer Landeskirchen aufgenommen. Die im Kirchenkampf geübte synodale Demokratie setzte sich in den Kirchenverfassungen jedoch nur begrenzt durch.

## Mitglieder

### Ermordete und an Haftfolgen Verstorbene
1949 gab der Bruderrat der EKD als Nachfolger des Bruderrates der BK ein Märtyrerbuch heraus, das die ermordeten und in den KZs umgekommenen BK-Mitglieder und ihre genauen Todesumstände, soweit bekannt, aufführte. Das Buch listete als „Blutzeugen“ nach Todesdatum geordnet auf:
| - Friedrich Weißler (1891–1937) - Paul Schneider (1897–1939) - Martin Gauger (1905–1941) - Johannes Noack (1878–1942) - Ernst Berendt (1878–1942) - Paul Richter (1894–1942) - Werner Sylten (1893–1942) | - Friedrich Müller (1889–1942) - Erich Sack (1887–1943) - Ernst Kasenzer (1891–1943) - Hildegard Jacoby (1903–1944) - Wilhelm Hünerhoff (1889–1944) - Ludwig Steil (1900–1945) - Hans Buttersack (1880–1945) | - Georg Maus (1888–1945) - Dietrich Bonhoeffer (1906–1945) - Ewald Dittmann (1877–1945) - Friedrich Justus Perels (1910–1945) - Hans Koch (1893–1945) |

Die besonders bekannten Opfer Dietrich Bonhoeffer und Friedrich Weißler waren allerdings zu Zeiten des Nationalsozialismus nie in die Fürbittelisten der Bekennenden Kirche aufgenommen worden, weil sie aus Sicht der Kirche politisch gehandelt hatten und die Bekennende Kirche immer Wert darauf gelegt hatte, dass sie keinen politischen Widerstand leiste.
Auch die Einleitung im Märtyrerbuch betonte:

„Alle, von denen in diesem Buch die Rede ist, … haben ihre Leiden nicht darum auf sich genommen, weil sie mit der Politik des Dritten Reiches nicht einverstanden waren und in ihr ein Verhängnis für unser Volk erkannten, sondern nur …, weil sie das Bekenntnis der Kirche angegriffen sahen und es, gelte es auch den Einsatz des Lebens, um der Treue zu Christus willen zu wahren hatten.“

Der Kirchenkampf-Historiker Hans Prolingheuer betonte, diese Sicht entpolitisiere das Bekenntnis zu Christus, das für manche der Bekenner sehr wohl politische Bedeutung gehabt und die Ausdrucksform ihres Protestes mitbestimmt habe.
Das Buch sparte einige der als politische Widerständler des 20. Juli 1944, Kriegsdienstverweigerer, „Wehrkraftzersetzer“ oder Juden ermordeten BK-Mitglieder aus. Diese Namen sammelte Werner Oehme, ein Pfarrer in der DDR, 1979:
| - Heinrich Seltmann (1894–1935) - Rudolf Stempel (1879–1936) - Georg Fritze (1874–1939) - Hermann Stöhr (1898–1940) - Ernst Flatow (1887–1942) | - Ingeborg Jacobson (1915–1942) - Karl Friedrich Stellbrink (1894–1943) - Franz Kaufmann (1886–1944) - Elisabeth von Thadden (1890–1944) | - Helmuth James Graf von Moltke (1907–1945) - Friedrich von Rabenau (1884–1945) - Karl Talazko (1897–1945) - Kurt Bornitz (1899–1945) |  |

### SS-Angehörige
Die BK erklärte nie, dass Bekenntnistreue mit dem Dienst in der SS oder im KZ unvereinbar sei. Einige wenige BK-Angehörige waren zeitweise zugleich in der SS:
- Kurt Gerstein bewarb sich zur SS, um die Verbrechen in den Vernichtungslagern, am „Feuerofen des Bösen“, zu verhindern – gemäß eigener nach dem Krieg geäußerter Erklärung.
- Hans Friedrich Lenz verrichtete Dienst im Außenlager Hersbruck bei Flossenbürg, wo Bonhoeffer ermordet wurde. Er schrieb später einen Erlebnisbericht.[19]
- Alfred Salomon wurde 1933/1934 in die SS eingeschleust.

## Begriff „Widerstand“
In der vergleichenden Forschung wird die Ansicht, die Bekennende Kirche habe Widerstand gegen das NS-Regime geleistet, kritisiert. Obwohl sie sich der Gleichschaltung durch die Deutschen Christen widersetzte, begrenzte sie ihr Engagement aber auf die Kirchenstrukturen. Auch seien einige Pfarrer, die Mitglieder der Bekennenden Kirche waren, für die Propaganda der NSDAP hinsichtlich einer „nationalen Erhebung“ empfänglich gewesen.